# Fiduciair eigendom
Fiduciair eigendom of eigendom tot zekerheid is een zakelijk zekerheidsrecht. Bij fiduciair eigendom draagt iemand een zaak in eigendom over aan zijn schuldeiser als zekerheid van een lening of andere schuld. De zaak blijft eigendom van de schuldeiser zolang de lening nog niet is terugbetaald. Wanneer dit wel het geval is, heeft de financierder de contractuele plicht de eigendom terug over te dragen.  Op het moment dat de schuldenaar in gebreke is met de betaling, kan de schuldeiser de eigendom te gelde maken ter dekking van de uitstaande verplichtingen.
Fiduciair eigendom doet erg denken aan een (stil) pandrecht of hypotheek, met dien verstande dat een eigendomsrecht veelomvattender is dan een pandrecht.

## In oud Romeins recht
Tot de afschaffing van de mancipatio door keizer Justinianus I was het mogelijk om res mancipi fiduciair over te dragen in eigendom. Door middel van een nevenbeding werd de verkrijger verplicht om de zaak weer terug over te dragen in eigendom na het voldoen van de schuld. Aangezien het Romeins recht ook een rechtsfiguur vergelijkbaar met een stil pandrecht of hypotheek kende, was de afschaffing van de fiduciaire eigendomsoverdracht geen groot probleem.

## In Nederland

### Geschiedenis
In Nederland bestond het rechtsfiguur van fiduciair eigendom van 1929 tot 1992, naast pand en hypotheek. De fiduciaire eigendomsoverdracht werd in 1929 door de Hoge Raad in het Brouwerij-arrest geaccepteerd. Het stille pandrecht bestond destijds nog niet: een pand kon slechts gevestigd worden door het in de macht van de pandhouder te brengen. Dit was vaak natuurlijk bezwaarlijk omdat het meestal om voorraad, bedrijfsinventaris of machines ging die de pandgever wilde blijven gebruiken. Aan de andere kant wilden geldverschaffers slechts zekerheid en zaten er niet op te wachten allerlei zaken onder zich te moeten houden. Er was dus behoefte aan een zekerheidsrecht waarbij de zaak niet in de macht van de pandhouder hoefde te worden gebracht, maar zo'n recht bestond niet. Fiduciair eigendom, de eigendomsoverdracht tot zekerheid, voorzag in deze behoefte.
Hier bestonden bezwaren tegen, omdat de financierder een te sterke positie zou verkrijgen. Een eigendom zou te veelomvattend zijn voor het zekerheidskarakter en bovendien gevoelig zijn voor misbruik. De financier was toch al vaak de sterkere contractspartij en wanneer er in het opstellen van de contracten niet goed werd opgelet door de lener, kon hij zijn eigendom (voorgoed) kwijtraken of permanent afhankelijk raken van de financierder. Daarbij bestond slechts een contractuele terugleververplichting: mocht de financierder niet willen terugleveren, failliet gaan of overlijden dan zou de lener eveneens de zaak kwijt zijn of een dure en lange juridische procedure moeten starten.

#### Kritiek op fiduciaire eigendomsoverdracht
Eduard Meijers, de jurist aan wie het ontwerpen van een nieuw burgerlijk wetboek was toevertrouwd, had stevige kritiek op de fiduciaire rechtsfiguur. Zo zou het de wettelijke regelingen omtrent pand ontwijken. Het fiducieverbod dat werd opgenomen in het nieuwe burgerlijk wetboek is mede hierom aan Meijers toe te schrijven.

### Huidige situatie: fiduciaverbod
Sinds de invoering van het nieuw Burgerlijk Wetboek in 1992 geldt een fiduciaverbod (art. 3.84 lid 3 BW). Stil pand is ervoor in de plaats gekomen. Bestaand fiduciair eigendom werd omgezet in stil pandrecht. Aangezien zekerheidsrechten een gesloten systeem vormen kan men niet contractueel zelf een alternatief in elkaar knutselen.
In het arrest Keereweer/Sogelease werd beslist dat een sale and leaseback-overeenkomst niet in strijd is met het fiduciaverbod. Hoewel er geen rechtspraak over is, wordt ook de overdracht aan een SPV in een securitisatie niet gezien als een fiduciaire overdracht, omdat er sprake is van een daadwerkelijke koopovereenkomst tussen de Originator en het SPV.